# Bạch dạ hành
Bạch dạ hành (tiếng Nhật: 白夜行 Byakuyakō) là một tiểu thuyết trinh thám của nhà văn Nhật Bản Keigo Higashino, được đăng nhiều kỳ trên tạp chí tiểu thuyết hàng tháng Subaru của Shueisha từ tháng 1 năm 1997 đến tháng 1 năm 1999, sau đó được xuất bản thành sách hoàn chỉnh vào tháng 8 năm 1999 và trở thành một trong những cuốn sách bán chạy nhất của Keigo.
Tính đến tháng 11 năm 2005 cuốn sách đã bán được 550.000 bản. Sau khi phim truyền hình chuyển thể được phát sóng, doanh số bán sách tăng nhanh chóng và đến tháng 1 năm 2006, đã vượt mốc 1 triệu bản.
Tác phẩm đã được chuyển thể thành kịch sân khấu năm 2005, phim truyền hình năm 2006, phim điện ảnh năm 2009 (Hàn Quốc) và năm 2010 (Nhật Bản).
Tác phẩm được dịch và xuất bản lần đầu tại Việt Nam bởi Nhã Nam năm 2014.

## Nội dung
Kosuke, chủ một tiệm cầm đồ bị sát hại tại một ngôi nhà chưa hoàn công, một triệu yên mang theo người cũng bị cướp mất.
Sau đó một tháng, nghi can Fumiyo được cho rằng có quan hệ tình ái với nạn nhân và đã sát hại ông để cướp một triệu yên, cũng chết tại nhà riêng vì ngộ độc khí ga. Vụ án mạng ông chủ tiệm cầm đồ rơi vào bế tắc và bị bỏ xó.
Nhưng với hai đứa trẻ mười một tuổi, con trai nạn nhân và con gái nghi can, vụ án mạng năm ấy chưa bao giờ kết thúc. Sinh tồn và trưởng thành dưới bóng đen cái chết của bố mẹ, cho đến cuối đời, Ryoji vẫn luôn khao khát được một lần đi dưới ánh mặt trời, còn Yukiho cứ ra sức vẫy vùng rồi mãi mãi chìm vào đêm trắng.
Tác phẩm không đi sâu phá án mà chủ yếu xoay quanh hai nhân vật chính là Ryoji và Yukiho, sử dụng ngôi kể thứ ba để tránh trực tiếp tiết lộ suy nghĩ của cả hai cho người đọc đồng thời khéo léo hé lộ dần những thông tin gián tiếp thông qua góc nhìn của nhiều nhân vật phụ khác có cuộc sống giao nhau để tạo thành một bức tranh hoàn chỉnh về các sự kiện của câu chuyện.

## Nhân vật
Ryoji Kirihara (桐原亮司, Kirihara Ryōji)
Con trai của chủ tiệm cầm đồ bị sát hại trong vụ án giết người năm 1973. Từ nhỏ Ryoji đã lầm lì khép kín và ít hòa đồng. Sau cái chết của bố, Ryoji phải vật lộn trưởng thành và dần dần dính líu tới các đường dây tội phạm như bán dâm, lừa đảo, ăn cắp và thậm chí giết người.
Yukiho Karasawa (Nishimoto) (唐沢(西本)雪穂, Karasawa (Nishimoto) Yukiho)
Con gái của nghi phạm trong vụ án mạng sát hại chủ tiệm cầm đồ năm 1973. Yukiho từ nhỏ đã rất xinh đẹp. Cô sống cuộc sống nghèo khổ với mẹ. Sau khi bà mẹ chết vì ngộ độc khí ga, Yukiho được gia đình Karasawa nhận nuôi, cô được cho ăn học tử tế và trở thành một tiểu thư thượng lưu xinh đẹp, không chỉ có phong cách nhã nhặn, lịch thiệp mà thành tích học tập cũng rất xuất sắc. Tuy nhiên những người thân thiết với cô thường rơi vào cảnh bất hạnh.
Junzo Sasagaki (笹垣潤三, Sasagaki Junzō )
Cảnh sát thuộc Đội điều tra số 1, Cảnh sát Osaka. Sau vụ án sát hại chủ tiệm cầm đồ năm 1973, ông nghi ngờ Ryoji và Yukiho và tiếp tục âm thầm điều tra về họ.
Hisashi Koga (古賀久志, Koga Hisashi )
Cảnh sát thuộc Đơn vị Điều tra Tội phạm, Cảnh sát Osaka. Hisashi là đồng nghiệp của Junzo và cũng từng tham gia điều tra vụ án sát hại chủ tiệm cầm đồ.
Yosuke Kirihara (桐原洋介, Kirihara Yōsuke )
Chủ tiệm cầm đồ Kirihara và là cha của Ryoji, nạn nhân vụ án năm 1973. Ông ta quan tâm đến con trai mình tuy nhiên kín đáo có một số sở thích tình dục khác thường...
Yaeko Kirihara (桐原弥生子, Kirihara Yaeko )
Mẹ của Ryoji. Yaeko trở thành chủ tiệm cầm đồ sau khi chồng bà qua đời. Sau khi hiệu cầm đồ đóng cửa do quản lý yếu kém, bà mở một quán ăn tự phục vụ nhỏ. Yaeko biết mình không phải là người mẹ có trách nhiệm với Ryoji.
Isamu Matsuura (松浦勇, Matsuura Isamu )
Quản lý tiệm cầm đồ Kirihara, Isamu biết rất nhiều bí mật về gia đình Kirihara. Sau đó, anh ta tiếp cận Ryoji với tư cách là nhà môi giới phần mềm trò chơi trái phép.
Fumiyo Nishimoto (西本文代, Nishimoto Fumiyo )
Mẹ của Yukiho, Fumiyo bị cảnh sát coi là nghi phạm trong vụ án sát hại chủ tiệm cầm đồ. Ngay sau vụ án mạng, bà chết vì rò rỉ khí gas tại nhà.
Reiko Karasawa (唐沢礼子, Karasawa Reiko )
Họ hàng xa của Yukiho, Reiko đã nhận nuôi Yukiho sau khi mẹ cô qua đời. Bà rất nghiêm khắc trong việc dạy Yukiho cư xử như một quý cô.
Yuichi Akiyoshi (秋吉雄一, Akiyoshi Yūichi )
Bạn học cấp hai của Ryoji, từng bí mật chụp ảnh Yukiho.
Fumihiko Kikuchi (菊池文彦, Kikuchi Fumihiko )
Bạn học cấp hai của Ryoji. Fumihiko có những bức ảnh về bí mật của Yaeko, mẹ của Ryoji. Sau đó anh ta bị gài bẫy và trở thành nghi phạm của một tội ác khác.
Eriko Kawashima (川島江利子, Kawashima Eriko )
Bạn cùng trường đại học của Yukiho. Cô tôn trọng và phụ thuộc vào Yukiho rất nhiều thời đại học nhưng sau đó trở nên xa cách. Cô có thái độ phức tạp và nghi ngờ đối với Yukiho.

## Chuyển thể
Bạch dạ hành (phim truyền hình Nhật Bản, 2006)
Đêm Trắng (phim điện ảnh Hàn Quốc, 2009)
Vào đêm trắng (phim điện ảnh Nhật Bản, 2011)